# Chövsgöl (distrikt)
Chövsgöl (mongoliska: Хөвсгөл Сум, Хөвсгөл) är ett distrikt i Mongoliet.   Det ligger i provinsen Dornogobi, i den sydöstra delen av landet, 500 km söder om huvudstaden Ulaanbaatar.